# Hijeroglifski luvijski
Hijeroglifski luvijski (ISO 639-3: hlu), drevni indoeuropski jezik koji se između 2. i 1. milenija (700) prije Krista rabio u državama-gradovima na području južne i zapadne Anatolije (današnja Turska i sjeverna Sirija). Pisao se anatolijskim hijeroglifskim pismom, koje je u biti bilo silabičko, bogato logografskim grafemima.
Ranije se pogrešno smatralo da je pismo ovog jezika bilo hetitsko, pa je nazivan hijeroglifski hetitski. Pripada anatolijskoj podskupini indoeuropskih jezika.

## Vanjske poveznice
- Hieroglyphic Luwian